# Rudgerzowice
Rudgerzowice (niem. Riegersdorf) – wieś w Polsce, położona w województwie lubuskim, w powiecie świebodzińskim, w gminie Świebodzin.
W latach 1975–1998 miejscowość administracyjnie należała do województwa zielonogórskiego.
| SIMC    | Nazwa   | Rodzaj     |
| ------- | ------- | ---------- |
| 0915188 | Osogóra | przysiółek |

## Historia
Rudgerzowice wzmiankowane są bardzo wcześnie, bowiem już w 1224 roku w źródłach istnieje wzmianka o darowaniu wsi przez księcia Henryka Brodatego dla cysterek z Trzebnicy. Nadanie powyższe było potwierdzone przez bulle papieskie w latach 1235 oraz 1267. W pierwszych wzmiankach wieś nazywana jest najczęściej jako Rudguerisdorf. Od XV wieku wieś była oczynszowana, a cysterki z Trzebnicy, jako spłatę czynszu pobierały od mieszkańców opłaty pieniężne oraz przyjmowały określone ilości zbóż. Cysterki dbając o rozwój wsi uzyskały pod koniec XVII wieku prawo do wolnego wytwarzania i sprzedaży piwa, co spotkało się z protestami władz Świebodzina. W latach 1756–1763 wieś ucierpiała podczas wojny siedmioletniej, gdy Rosjanie splądrowali tutejszy kościół i zabudowania gospodarcze. Około 1790 roku we wsi znajdował się kościół, gospoda, ewangelicka szkoła oraz 24 domy z 115 mieszkańcami. W 1810 roku miała miejsce sekularyzacja zakonów w Prusach i dobra cysterek w Rudgerzowicach zostały rozdzielone pomiędzy tutejszych gospodarzy. W 1914 roku zbudowano obecny kościół. Po II wojnie światowej, już 3 marca 1945 roku powstała we wsi jedna z pierwszych w okolicach szkół podstawowych, pierwszą nauczycielką była Jadwiga Stelnicka.

## Zabytki
Do wojewódzkiego rejestru zabytków wpisany jest:
- kościół ewangelicki, obecnie rzymskokatolicki filialny pod wezwaniem Matki Boskiej Nieustającej Pomocy, z 1914 roku